# The Boy's Own Paper

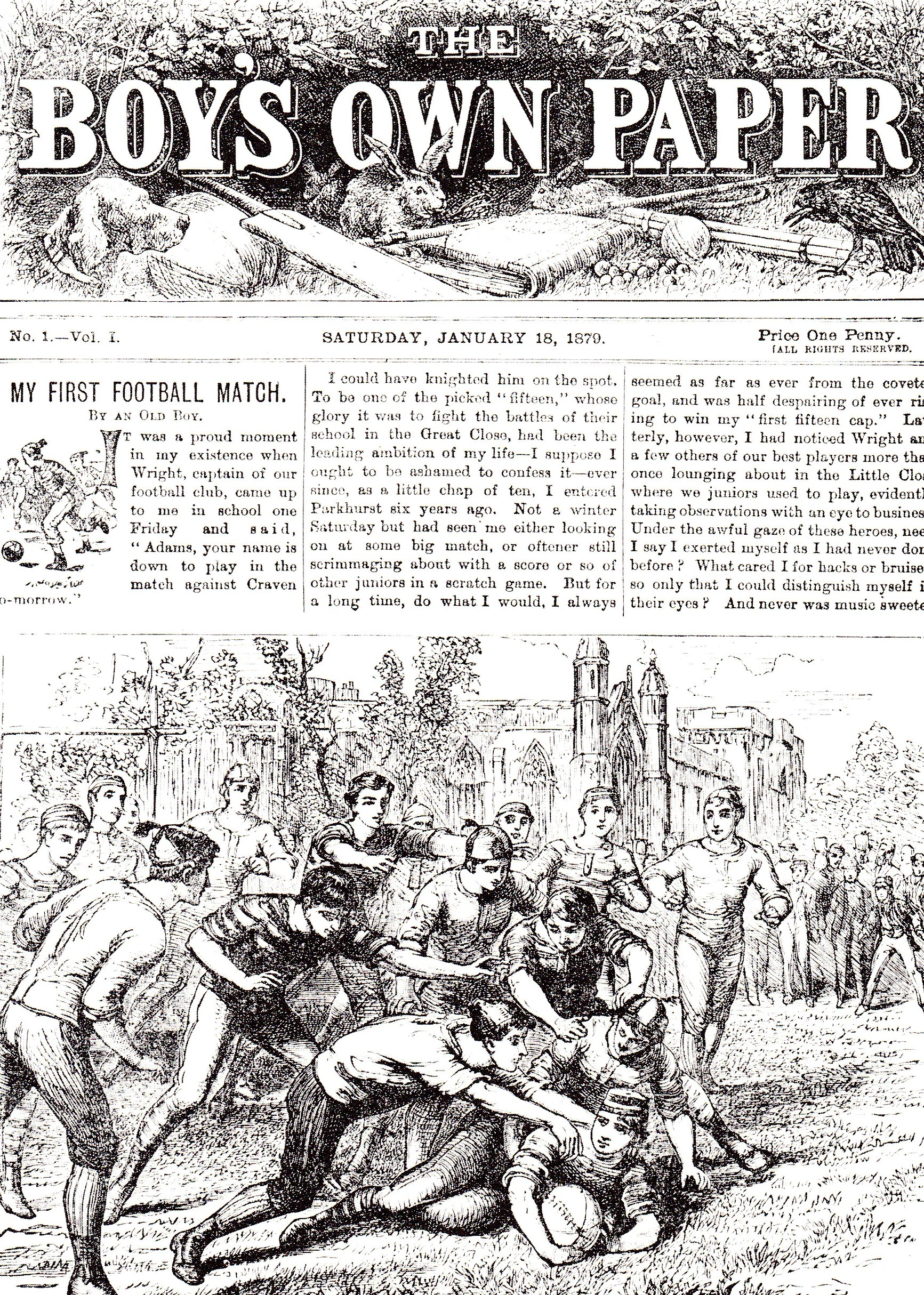
Premier numéro, 18 Janvier 1879.

The Boy's Own Paper est un magazine britannique destiné aux jeunes garçons et adolescents, publié de 1879 à 1967.

## Histoire
L'idée de la publication est évoquée pour la première fois en 1878 par The Religious Tract Society, comme moyen d'encourager les jeunes enfants à lire et à inculquer la morale chrétienne pendant leurs années de formation. Le premier numéro est publié le 18 janvier 1879.